# Staatliches Pädagogisches Institut Semei

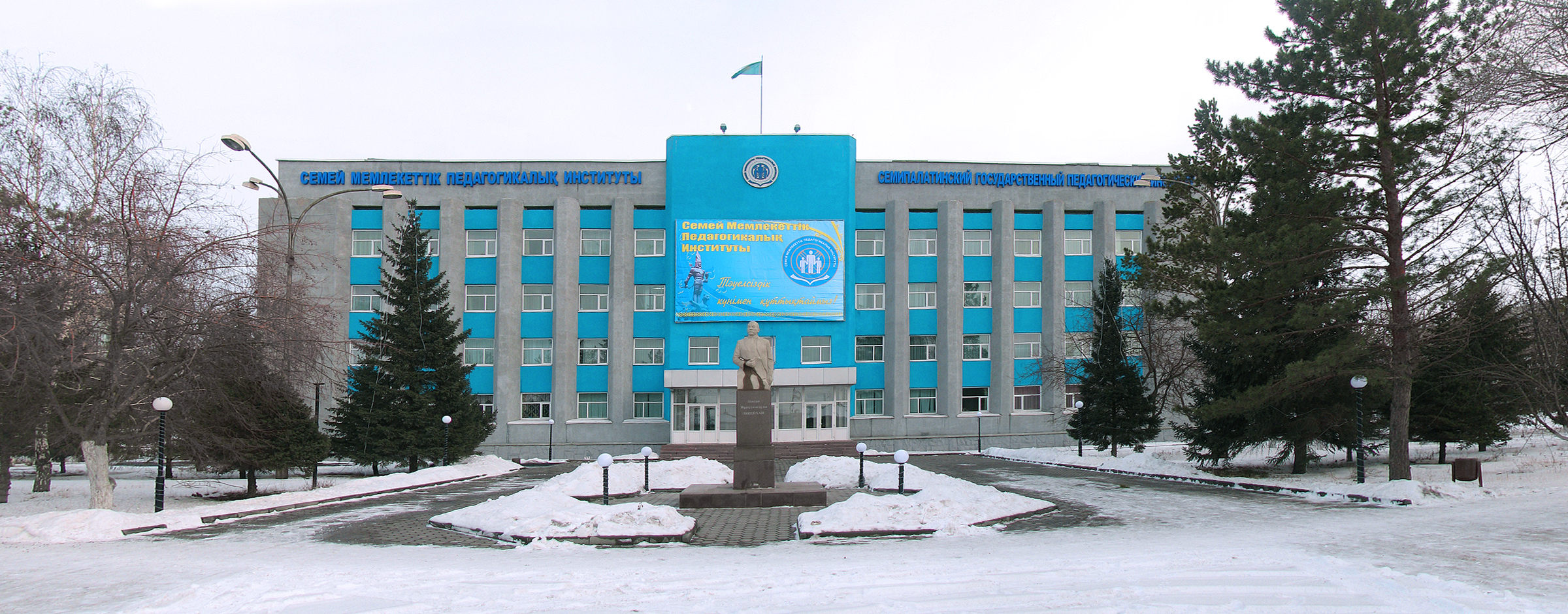
Institutsgebäude in Semei

Das Staatliche Pädagogische Institut Semei (kasachisch Семей мемлекеттік педагогикалық институты; russisch Семипалатинский государственный педагогический институт) im kasachischen Semei im Gebiet Ostkasachstan ist die älteste Hochschule der Stadt Semei. Sie wurde im Jahr 1934 gegründet und hat zurzeit ungefähr fünftausend Studenten.
Die Ausbildung an dem Institut erfolgt in Kasachischer und Russischer Sprache. Die Hochschule gliedert sich in sechs Fakultäten. Zum Komplex gehören fünf Lehrgebäude, ein Sportplatz, zwei Studentenwohnheime, eine Universitätsbibliothek und ein Sportstadion, das Platz für 600 Personen bietet.
Das Institut wurde 1934 als Lehrinstitut gegründet und wurde 1937 zum pädagogischen Institut ernannt. Zu dieser Zeit bestand es aus drei Fakultäten (Mathematik, Naturwissenschaften und russische Literatur). Im Jahr 1937 wurde das Studentenwohnheim errichtet und 1939 bekam das Institut den Beinamen N.K. Krupskaja, nach Nadeschda Konstantinowna Krupskaja, verliehen. 1944 gab es am Institut bereits die vier Fakultäten Philologie, Historik, Mathematik und Naturwissenschaften. In den Jahren nach dem Zweiten Weltkrieg nahm die Zahl der Studenten weiter zu, sodass bis Ende der siebziger Jahre der Campus erweitert wurde. Von 1996 bis 2003 hieß die Hochschule Staatliche Universität Semei, bevor sie 2004 wieder in Staatliches Pädagogisches Institut Semei umbenannt wurde.

## Fakultäten
- Mathematische Fakultät
- Fakultät Kasachische Philologie
- Wissenschaftliche Fakultät
- Historische Fakultät
- Fakultät Russische und ausländische Philologie
- psychologisch-pädagogische Fakultät